# Radomka
Radomka er en flod i der løber i det centrale Polen og en biflod på venstre bred til Wisła. Den er 98 km lang og har et afvandingsareal på over 2.000 km2 (det hele i Polen). Floden har sit udspring i skove 4 km syd for byen Przysucha, i en højde af 310 meter over havets overflade. Der er et reservoir bygget i Radomka-dalen i Domaniów, som har det største overfladeareal af alle søer i Mazowsze Voivodeship (5–7 km²). Det bruges også til rekreative formål.
Efter at have løbet gennem bakkerne i Lesser Poland Upland, går Radomka ind i e bred urstrømsdal, for til sidst at løbe ud i Wisła nær Ryczywol, 160 meter over havets overflade.

## Puszcza naturreservat
Reservatet, der ligger i en skov ved kilden til Radomka, blev åbnet i 1978. Det har til formål at bevare den naturlige vildmark med sine gran- og bøgetræer.

## Byer langs Radomka
- Przysucha
- Wieniawa
- Mniszek
- Przytyk

## Vigtigste bifloder
- Mleczna
- Narutówka
- Jastrzębianka
- Szabasówka